# Список дипломатических миссий в Приднестровье
Дипломатические миссии в Приднестровье — дипломатические представительства и консульства других государств на территории Приднестровской Молдавской Республики.
Приднестровская Молдавская Республика — непризнанное государство (признана только частично признанными Республикой Абхазия и Республикой Южная Осетия), однако на её территории находятся представительства двух частично признанных и консульство одного признанного государства.

## Дипломатические представительства
- Республика Абхазия (частично признанное государство[2], согласно Конституции Грузии — Абхазская Автономная Республика в составе Грузии[3]);
- Республика Южная Осетия (частично признанное государство[4], согласно Конституции Грузии — бывшая Юго-Осетинская автономная область[5]).

## Консульства
- Российская Федерация[6].